# Invasion of the Body Snatchers (1978)
Invasion of the Body Snatchers is een Amerikaanse sciencefiction/horrorfilm uit 1978 van regisseur Philip Kaufman. De film won Saturn Awards voor beste geluid en beste regisseur. De film is een remake van de gelijknamige film uit 1956 van Don Siegel, gebaseerd op het verhaal Het zaad van de ondergang van schrijver Jack Finney.

## Verhaal
Een vreemd soort zaden regent neer in San Francisco en groeit uit tot een daarvoor ongeziene soort bloemen, die veel bekijks trekken. Wat de mensen dan nog niet weten is dat de bloemen hen ook 'zien', kopieën van hen kweken terwijl ze slapen en die vervolgens de originelen laten vervangen. Gezondheidsinspecteur Matthew Bennell (Donald Sutherland) en zijn collega Elizabeth Driscoll (Brooke Adams) weten in eerste instantie eveneens niet wat ze van de gewassen moeten denken.
Het begint op den duur hoe langer hoe meer op te vallen dat steeds meer mensen in de stad zich vreemd gedragen, emotieloos. Wanneer Bennell en Driscoll eenmaal goed en wel door hebben wat er gebeurt, slaan ze samen met hun vrienden Jack (Jeff Goldblum) en
Nancy Bellicec (Veronica Cartwright) op de vlucht. Ze willen de stad uit voor zijzelf ook vervangen worden door de planten. De inmiddels in groten getale aanwezige klonen doen er niettemin alles aan om hun vlucht te voorkomen. Voor de hoofdpersonages is het dan al compleet onduidelijk wie ze nog aan kunnen spreken en wie een kwaadaardige vervanger is.

## Rolverdeling
| Acteur              | Personage            |
| ------------------- | -------------------- |
| Donald Sutherland   | Matthew Bennell      |
| Leonard Nimoy       | Dr. David Kibner     |
| Jeff Goldblum       | Jack Bellicec        |
| Brooke Adams        | Elizabeth Driscoll   |
| Veronica Cartwright | Nancy Bellicec       |
| Art Hindle          | Dr. Geoffrey Howell  |
| Lelia Goldoni       | Katherine Hendley    |
| Kevin McCarthy      | Dr. Miles J. Bennell |
| Don Siegel          | Taxichauffeur        |
| Tom Luddy           | Ted Hendley          |
| Stan Ritchie        | Stan                 |
| David Fisher        | Mr. Gianni           |
| Tom Dahlgren        | Rechercheur          |
| Garry Goodrow       | Dr. Alan Boccardo    |
| Jerry Walter        | Restauranteigenaar   |

## Achtergrond

### Wetenswaardigheden
- Acteur Kevin McCarthy speelde in het origineel uit 1956 de rol die Sutherland in de remake vertolkt. Hij verschijnt in de remake als een vluchtende man.
- De regisseur van het origineel, Don Siegel, speelt in de remake een taxichauffeur.
- De film laat in tegenstelling tot het origineel ook de aliens zien in hun originele gedaante, voor ze menselijke lichamen overnemen. Verder speelt de film duidelijk in op de tijdsgeest van de jaren 70, met veel paranoia over een dreigende kernoorlog.

### Reacties
Reacties op Invasion of the Body Snatchers waren unaniem positief. Op Rotten Tomatoes scoort de film 95% aan goede beoordelingen. In het algemeen geldt de film als een van de beste remakes ooit. De film staat 59e op de Chicago Film Critics Association's lijst van beste films ooit.

### Varianten
Er verschenen sinds het uitkomen van Invasion of the Body Snatchers niet alleen remakes gebaseerd op hetzelfde verhaal, maar ook enigszins afwijkende varianten daarvan. Voorbeelden hiervan zijn The Faculty (1998) en The Invasion (2007). In laatstgenoemde heeft actrice Cartwright (Nancy Bellicec) wederom een rol, maar als een ander personage.

## Prijzen en nominaties
In 1979 won Invasion of the Body Snatchers twee Saturn Awards:
- Beste regisseur (Philip Kaufman)
- Beste geluid

De film won tevens een Antennae II Award op het Avoriaz Fantastic Film Festival.
De film werd genomineerd voor nog zes andere Saturn Awards, een Hugo Award en een WGA Award